# Genrih Grigorjevič Jagoda
Genrih Grigorjevič Jagoda (rusko Ге́нрих Григо́рьевич Яго́да), ruski boljševik, komunist, revolucionar, politik in vodja obveščevalne službe, * 7. november (19. november, gregorijanski koledar) 1891, Ribinsk, Ruski imperij (sedaj Rusija), † 15. marec 1938, Moskva, Sovjetska zveza (sedaj Rusija).

## Življenje
Rodil se je judovski družini s pravim imenom Jenoh Gerševič Jeguda (rusko Енох Гершевич Иегуда). Še kot mladenič je leta 1907 postal član Ruske social-demokratske dekavske partije. Udeležil se je oktobrske revolucije. Po revoluciji je kot politični komisar deloval na raznih položajih v Domovinski vojni, od 1920 kot član prezidija Izredne vseruske komisije za bojevanje proti kontrarevoluciji, špekulacijam in sabotažam (ČEKA). Leta 1924 je postal namestnik predsednika Državne politične uprave (GPU). Od 10. julija 1934 do 26. septembra 1936 pa je bil ljudski komisar za notranje zadeve (vodja Ljudskega komisariata za notranje zadeve). Na tem mestu je nasledil Vjačesalva Menžinskega, po njegovi aretaciji pa je NKVD prevzel Nikolaj Ježov. V okviru Stalinskih čistk je organiziral več sodnih procesov, med drugimi tudi proti Grigoriju Zinovjevu in Levu Kamenjevu. (Med čistkami so bili štirje veliki procesi - trije javni in en tajni: proses proti šestnajsterici [Zinovjev, Kamenjev, Smirnov, Mračkovski in drugi] avgusta 1936, proces proti sedemnajsrerici [Pjatakov, Radek, Sokolnikov, Srebrakov in drugi] v začetku leta 1937 in proces proti enaindvajsetim [Buharin, Krestinski, Rakovski, Rikov in drugi] spomladi 1938. Vsi obtoženi so na javnih procesih priznali krivdo in bili usmrčeni. Sredi leta 1937 je potekal tudi tajni proces proti maršalu Nikolaju Tuhačevskemu in skupini generalov Rdeče armade: [generalu Jakiru poveljniku Leningrada; generalu Uboreviču, poveljniku zahodnega vojaškega območja; generalu Korku načelniku vojaške akademije v Moskvi; generalu Primakovu, namestniku maršala Budjonija na položaju poveljnika konjenice; generalu Gamarniku, poveljniku politične uprave Rdeče armade in drugimi], ki so bili prav tako obsojenih na smrt). Jagoda je bil leta 1937 aretiran. Na tretjem procesu proti Nikolaju Buharinu, Alekseju Rikovu in drugimi je bil v nadaljevanju procesa tudi sam obsojen na smrt.